# Robert Holcot
Robert Holcot (ca. 1290-1349) fue un filósofo y teólogo escolástico inglés, perteneciente a la Orden de los dominicos.

## Biografía
Nació en Holcot, Northamptonshire. Era seguidor de Guillermo de Ockham y se le apodó como Doctor firmus et indefatigabilis (en latín, «doctor firme e infatigable»). Hizo importantes contribuciones a la Semántica, al debate sobre el conocimiento de Dios acerca de los eventos futuros contingentes, la predestinación, la gracia y el mérito, así como en teología en general.
El interés moderno en la obra de Holcot ha sido limitado. Su influencia en la Baja Edad Media fue, sin embargo, importante, como evidencia el número de manuscritos de sus obras de los siglos catorce y quince que han sobrevivido. Por ejemplo, existen cuarenta y ocho copias de las Preguntas sobre las Sentencias, frente a los treinta y seis que han quedado de los comentarios de Ockham. También son notables los ciento setenta y cinco manuscritos de sus comentarios al Libro de la Sabiduría de Salomón.
Holcot todavía era leído en el  siglo XVI, cuando el teólogo parisino Jacques Almain escribió un trabajo en relación con las opiniones de Holcot. Los comentarios al Libro de la Sabiduría fueron impresos en 1480, teniendo varias ediciones. En 1497 se imprimió en Lyon una edición de las cuestiones sobre las Sentencias, aunque contenía una carta de presentación en la que se afirmaba que los manuscritos utilizados para producir esta edición eran desordenados y poco fiables. Esta sigue siendo la única edición de esta obra de Holcot disponible en la actualidad.
Falleció, víctima de la Peste negra, en 1349.